# Kolumbiai futsalválogatott
A kolumbiai futsalválogatott Kolumbia nemzeti csapata, amelyet a Kolumbiai labdarúgó-szövetség (spanyolul: Federación Colombiana de Fútbol) irányít. 

## Története
Futsal-világbajnokságon először 2012-ben szerepeltek és a negyedik helyen zártak. A 2016-os világbajnokságnak Kolumbiai adott otthont.
A Copa Américán két negyedik hely a legjobb eredményük.

## Eredmények

### Futsal-világbajnokság
| Év       | Eredmény      | Hely          | M             | Gy            | D             | V             | Rg            | Kg            | Gk            |
| -------- | ------------- | ------------- | ------------- | ------------- | ------------- | ------------- | ------------- | ------------- | ------------- |
| 1989     | Nem indult    | Nem indult    | Nem indult    | Nem indult    | Nem indult    | Nem indult    | Nem indult    | Nem indult    | Nem indult    |
| 1992     | Nem indult    | Nem indult    | Nem indult    | Nem indult    | Nem indult    | Nem indult    | Nem indult    | Nem indult    | Nem indult    |
| 1996     | Nem indult    | Nem indult    | Nem indult    | Nem indult    | Nem indult    | Nem indult    | Nem indult    | Nem indult    | Nem indult    |
| 2000     | Nem indult    | Nem indult    | Nem indult    | Nem indult    | Nem indult    | Nem indult    | Nem indult    | Nem indult    | Nem indult    |
| 2004     | Nem jutott be | Nem jutott be | Nem jutott be | Nem jutott be | Nem jutott be | Nem jutott be | Nem jutott be | Nem jutott be | Nem jutott be |
| 2008     | Nem jutott be | Nem jutott be | Nem jutott be | Nem jutott be | Nem jutott be | Nem jutott be | Nem jutott be | Nem jutott be | Nem jutott be |
| 2012     | 4. hely       | 4.            | 7             | 3             | 0             | 4             | 19            | 18            | +1            |
| 2016     | Negyeddöntő   | 12.           | 4             | 1             | 3             | 0             | 8             | 7             | +1            |
| Összesen | 4. hely       | 2/8           | 11            | 4             | 3             | 4             | 27            | 25            | +2            |

### Copa América
- 1992 – 2000 – Nem indult
- 2003 – Csoportkör
- 2008 – 5. helyezett
- 2011 – 4. helyezett
- 2015 – 4. helyezett
- 2017 – 5. helyezett

## Külső hivatkozások
- A Kolumbiai labdarúgó-szövetség hivatalos honlapja (spanyol nyelven). fcf.com.co. [2019. október 16-i dátummal az eredetiből archiválva]. (Hozzáférés: 2018. január 30.)
- Futsal World Ranking (angol nyelven). futsalworldranking.be
- FIFA Futsal World Cup Overview (angol nyelven). rsssf.com
- American Futsal Championships Overview (angol nyelven). rsssf.com